# Click of death

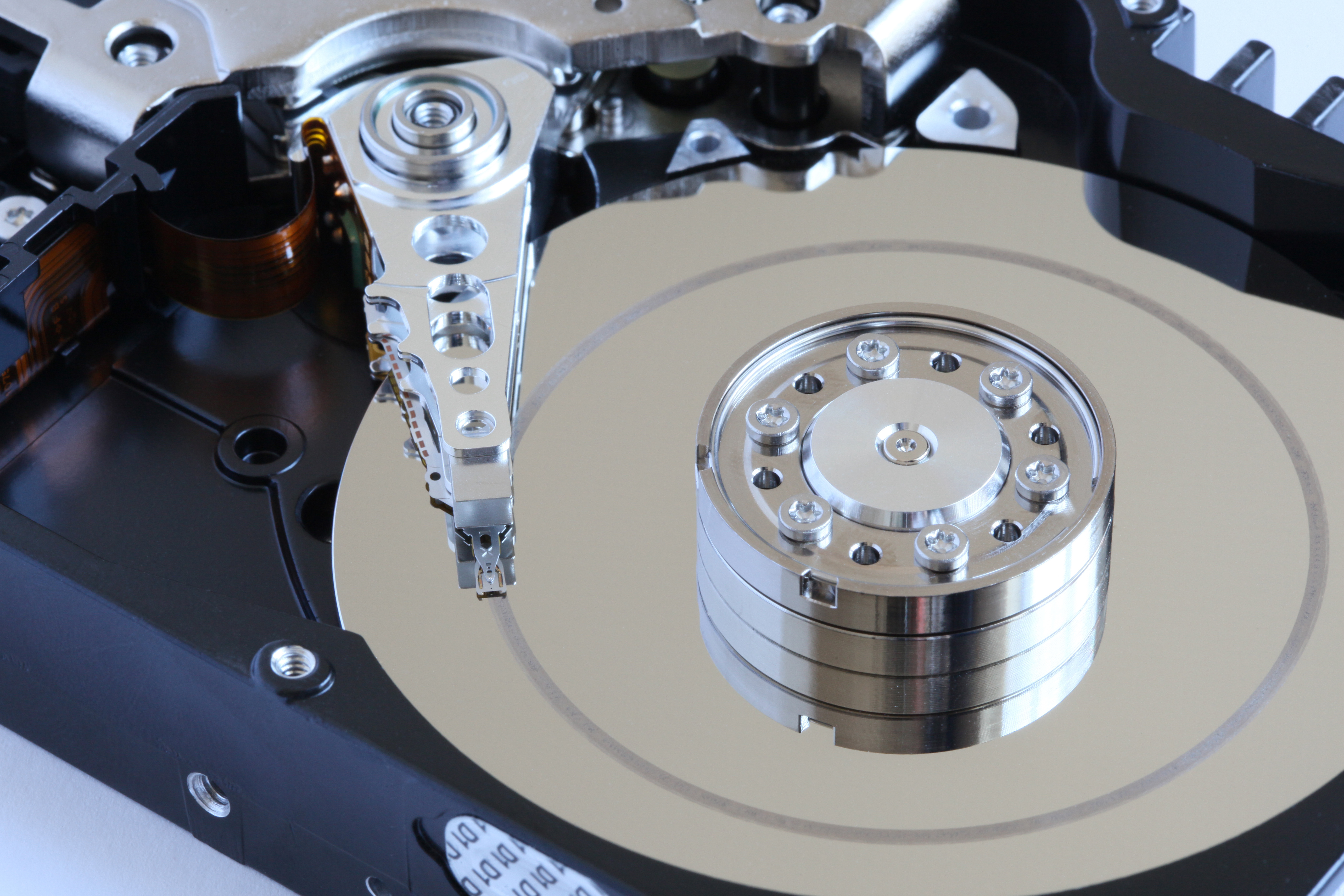
Repiga skivor i hårddisken kan orsaka dödsklick då läsarmen inte kan läsa skivan korrekt.

Click of death (svenska "dödsklick") är ett slanguttryck inom datorvärlden för att beskriva fenomenet då till exempel trasiga hårddiskar gör upprepade klickningar då de startats.
Att trasiga hårddiskar klickar då de startas beror på att dess läsarmar går fram och tillbaka, när de inte lyckas läsa skivorna. Detta kan antingen orsakas av ett fel på hårddiskens eget moderkort, eller av skadade skivor/läshuvuden. 
Det upprepade klickandet kan efter ett tag försvinna och också återkomma. Hårddisken kan antingen under tiden fungera tillfälligt, eller så är felet permanent och hårddisken kan inte användas alls. Den lagrade datan kan då endast tas fram av personer med specialkompetens och specialutrustning.